# Grespik László
Grespik László (Sajószentpéter, 1964. augusztus 14. – Budapest, 2016. december 19.) magyar ügyvéd, a Magyar Igazság és Élet Pártja politikusa, Budapest Főváros Közigazgatási Hivatalának egykori vezetője.

## Életútja
1989-ben végzett a Miskolci Egyetem Állam- és Jogtudományi Karán. 1989-ben lett a Matávnál ügyvédjelölt, 1990 és 1992 között Újpesten dolgozott ügyvédjelöltként, majd 1992-től ugyanott lett ügyvéd. A Budapest Főváros Közigazgatási Hivatalának vezetője 2000. április 1-jétől 2002-ig, mivel indult a 2002-es magyarországi országgyűlési választáson, a Magyar Igazság és Élet Pártjának országos listájának 20. helyén.
Ettől fogva – hivatása gyakorlása mellett – radikális nemzeti jogvédőként könyveket írt, és előadásokat tartott, amelyekben a trianoni békeszerződés jogi semmisségére való hivatkozással, annak mint eleve érvénytelennek, hatályon kívül helyezése indítványozására próbálta motiválni hazánk vezetőit.[forrás?]
Elsők között jelentkezett Patrubány Miklós jogi képviseletére, majd a Magyarok Világszövetsége elnökhelyettese lett.

„Az igazság nem attól függ, hogy hányan mondják, hanem az igazság mibenlététől függ. És igazunk van. És köszönöm.”

– Kossuth tér, 2016. november 30., Részlet Grespik László utolsó nyilvános megszólalásából